# I-178 (sous-marin)
Pour les articles homonymes, voir I-78.
L'I-178  (イ-178) est un sous-marin de classe Kaidai (海大型潜水艦, Kaidai-gata sensuikan) de la sous-classe Kaidai VII (海大7型（伊七十六型/伊百七十六型）, Kaidai-nana-gata, classe I-76/I-176) en service dans la marine impériale japonaise durant la Seconde Guerre mondiale.
Il a participé à seulement deux patrouilles au large de la côte est de l'Australie en 1943, et a disparu peu après le 17 juin 1943.

## Contexte
Après la Première Guerre mondiale, la marine impériale japonaise a réévalué l'utilisation de la guerre sous-marine comme élément de stratégie de flotte en raison du déploiement réussi de croiseurs-sous-marins à long rayon d'action pour les raids commerciaux des principales marines de combat. Les stratèges japonais en sont venus à réaliser les possibilités d'utilisation de l'arme pour la reconnaissance à longue portée, et dans une guerre d'usure contre une flotte ennemie qui s'approchait du Japon. Deux grands sous-marins japonais à longue portée avaient déjà été construits dans le cadre du programme de la flotte des Huit-six en tant que prototypes (I-51 et I-52), mais l'arrivée le 20 juin 1919 de sept U-boote allemands reçus par le Japon en réparation de guerre à la fin de la Première Guerre mondiale a conduit à une refonte complète. Les Japonais ont rapidement embauché des centaines d'ingénieurs et de techniciens de sous-marins allemands et d'anciens officiers de sous-marins allemands au chômage à la suite de la défaite de l'Allemagne pendant la Première Guerre mondiale, et les ont fait venir au Japon dans le cadre de contrats de cinq ans. L'ONI (Office of Naval Intelligence) américain a estimé que quelque 800 conseillers allemands s'étaient rendus au Japon à la fin de 1920. Les Japonais ont également envoyé des délégations en Allemagne, et 
ont participé activement à l'achat de nombreux brevets.

## Description
Les sous-marins de la sous-classe KD7 étaient des sous-marins d'attaque à moyenne portée développés à partir de la sous-classe KD6 précédente. La dernière version de la classe Kaidai a été élaborée en 1939. La construction s'étalant entre 1942 et 1943, la décision avait été prise à la suite du quatrième plan de réarmement japonais. Les tubes lance-torpilles arrières ont été supprimés pour en placer six à l'avant. L'endurance de ces navires a été portée à 75 jours.
Ils ont un déplacement de 1 656 t en surface et 2 644 t en immersion. Les sous-marins mesuraient 105 mètres de long, avaient une largeur de 8,25 mètres et un tirant d'eau de 4,58 mètres. Les sous-marins permettaient une profondeur de plongée de 80 m et avaient un effectif de 86 officiers et membres d'équipage.
Kampon a été retenu comme fabricant des moteurs diesel Mk.1B Model 8, dont les performances étaient supérieures de 30% à celles des moteurs des premières sous-classes. Pour la navigation de surface, les sous-marins étaient propulsés par deux moteurs diesel de 4 000 cv (2 950 kW), chacun entraînant un arbre d'hélice. En immersion, chaque hélice était entraînée par un moteur électrique de 900 chevaux-vapeur (671 kW). Ils pouvaient atteindre 23,1 nœuds (42,8 km/h) en surface et 8 nœuds (14,8 km/h) sous l'eau. En surface, les KD7 avaient une autonomie de 8 000 milles nautiques (15 000 km) à 16 noeuds (30 km/h); en immersion, ils avaient une autonomie de 50 milles nautiques (193 km) à 5 noeuds (9,3 km/h).
Les sous-marins étaient armés de 6 tubes lance-torpilles internes de 53,3 cm, tous à l'avant. Ils transportaient une recharge pour chaque tube, soit un total de 12 torpilles Type 95. Ils étaient également armés d'un canon de pont de 120 mm (L/40) Type 11e année pour le combat en surface et de 2 canons anti-aérien de 25 mm Type 96.

## Construction
Construit par le chantier naval de Mitsubishi à Kobe au Japon, le I-178 a été mis sur cale le 21 mai 1941 sous le nom de sous-marin n°156. Il est renommé I-78 le 1er novembre 1941. Il a été lancé le 24 février 1942, renommé I-178 le 20 mai 1942 et achevé et mis en service le 26 décembre 1942.

## Historique
Mis en service le 26 décembre 1942, le I-178 est rattaché au district naval de Sasebo et affecté à l'escadron de sous-marins de Kure. Le capitaine de frégate (海軍中佐 (Kaigun-chūsa)) Utsugi Hidejiro est le 1er commandant du sous-marin.
Le 25 février 1943, il est réaffecté à la 22e division de sous-marins du contre-amiral (plus tard vice-amiral), le marquis Daigo Tadashige avec les I-177 et I-180, rattaché à l'escadron de sous-marins de Kure. Le 15 mars 1943, la 22e division de sous-marins est réaffectée au 3e escadron de sous-marins du contre-amiral Komazawa Katsumi de la 6e Flotte.
Le 10 avril 1943, il part de Truk avec le I-177 pour effectuer sa première patrouille de guerre au large de la côte est de l'Australie.
Le 27 avril 1943, à 18h45, le sous-marin torpille le Liberty ship Lydia M. Child à 90 miles au large des côtes de Newcastle, Nouvelle-Galles du Sud à la position géographique de 33° 08′ S, 153° 24′ E. Il n'y aurait eu aucune victime parmi les 62 membres de l'équipage du cargo, qui furent tous sauvés le lendemain. Le I-178 s'est échappé malgré de multiples tentatives de bombardement par un hydravion Consolidated PBY Catalina  du 11e escadron de la RAAF.
Il est retourné à Truk le 18 mai, mais a reçu l'ordre de reprendre la mer deux jours plus tard, pour retourner sur la côte australienne. La patrouille se déroula d'abord sans incident, mais après avoir envoyé un signal radio de routine le 17 juin, on n'entendit plus jamais parler du I-178.
Le 4 août 1943, le sous-marin est déclaré perdu de vue. Il a été rayé de la liste de la marine le 1er septembre.
Les affirmations concernant le naufrage du sous-marin varient, différentes sources identifiant la partie responsable comme étant les chasseurs de sous-marins SC-669 ou SC-699 de l'US Navy au large d'Espirito Santo le 29 mai 1943 (cette affirmation est écartée, car le I-178 était encore en contact radio jusqu'au 17 juin), trois Bristol Beaufort du 32e escadron de la RAAF au large de Coffs Harbour, en Nouvelle-Galles du Sud, le 17 juin, ou le destroyer USS Patterson près des îles Salomon le 25 août 1943.